# Ambassade de Monaco aux États-Unis
L’ambassade de Monaco aux États-Unis est la représentation diplomatique de la principauté de Monaco aux États-Unis d’Amérique. Elle est aussi le siège de la mission diplomatique de Monaco au Canada. Elle est située à Washington, la capitale du pays, et son ambassadrice est, depuis 2013, Maguy Maccario Doyle (en). 
L'ambassadeur est aussi observateur permanent auprès de l'Organisation des États américains (OEA) et accrédité auprès du Canada depuis le 16 décembre 2014.

## L’ambassade
L’ambassade est située à Washington. Le consulat général est situé à New York.

## Histoire
Le bâtiment de brique rouge qui abrite l’ambassade de Monaco fut la résidence de Warren G. Harding à partir de 1914, lors de son élection au Sénat. Il y vécut jusqu’en 1920, avant de s’installer à la Maison-Blanche comme président.

## Ambassadeurs de Monaco aux États-Unis
| Début | Fin         | Ambassadeur          |
| ----- | ----------- | -------------------- |
| 2006  | 2013        | Gilles Noghès).      |
| 2013  | en fonction | Maguy Maccario Doyle |

## Relations diplomatiques
La principauté de Monaco et les États-Unis ont toujours entretenu d'excellentes relations. Rainier III, père de l'actuel prince de Monaco, était marié avec l’actrice américaine Grace Kelly.
En octobre 2006, les deux pays élèvent leurs relations diplomatiques du niveau consulaire au niveau d'ambassade. L’ambassadeur des États-Unis en France, Craig Stapleton, est accrédité auprès du prince de Monaco, tandis qu'est nommé le premier ambassadeur de Monaco aux États-Unis, Gilles Noghès.

## Consulats
Outre le consulat général de New York (un consulat de carrière), il existe onze consuls honoraires de Monaco aux États-Unis basés à :
- Atlanta
- Boston
- Chicago
- Dallas
- La Nouvelle Orléans
- Las Vegas
- Los Angeles
- Miami
- San Francisco